# Боромлянська сільська рада
Боро́млянська сільська́ ра́да (об"єднана територіальна громада) — колишній орган місцевого самоврядування у Тростянецькому районі Сумської області. Адміністративний центр — село Боромля. До складу сільської ради (ОТГ) увійшли колишні Гребениківська та Жигайлівська сільські ради Тростянецького району Сумської області.

## Загальні відомості
- Населення ради (ОТГ): 6 609 осіб (станом на 2017 рік)

## Населені пункти
Сільській раді були підпорядковані населені пункти:
- с. Боромля
- с. Братське
- с. Вовків
- с. Градське
- с. Гребениківка
- с. Жигайлівка
- с. Мозкове
- с. Набережне
- с. Новгородське
- с. Пархомівка
- с. Першотравневе
- с. Шевченків Гай

## Склад ради
Рада складалася з 22 депутатів та голови.
- Голова ради: Романіка Василь Миколайович
- Секретар ради: Бей Надія Андріївна

### Керівний склад попередніх скликань
| Прізвище, ім'я, по батькові | Основні відомості                                                 | Дата обрання | Дата звільнення |
| --------------------------- | ----------------------------------------------------------------- | ------------ | --------------- |
| Романіка Василь Миколайович | Сільський голова, 1957 року народження, освіта вища, безпартійний | 26.03.2006   | 31.10.2010      |
| Романіка Василь Миколайович | Сільський голова, 1957 року народження, освіта вища, безпартійний | 31.10.2010   | 18.12.2016      |
| Романіка Василь Миколайович | Сільський голова, 1957 року народження, освіта вища, безпартійний | 18.12.2016   |                 |

Примітка: таблиця складена за даними сайту Верховної Ради України